# Pianist (film)
Pianist (angleško The Pianist) je koprodukcijski biografski vojni dramski film iz leta 2002, ki ga je produciral in režiral Roman Polanski, scenarij je napisal Ronald Harwood, v glavni vlogi pa nastopa Adrien Brody. Temelji na avtobiografski knjigi Pianist: varšavski spomini : 1939‑1945 poljsko-judovskega pianista in skladatelja Władysława Szpilmana iz leta 1946. Film je posnet v koprodukciji Francije, Združenega kraljestva, Nemčije in Poljske.
Premierno je bil predvajan 24. maja 2002 na Filmskem festivalu v Cannesu, kjer je bil nagrajen z zlato palmo. Na 75, podelitvi je bil nominiran za oskarja v sedmih kategorijah, osvojil pa tri, za najboljšo režijo (Polanski), najboljši prirejeni scenarij (Ronald Harwood) in najboljšega glavnega igralca (Brody), nominiran je bil tudi za najboljši film. Osvojil je še nagradi BAFTA za najboljši film in režijo in sedem nagrad César, tudi za najboljši film, najboljšo režijo in najboljšega igralca (Brody). BBC je film uvrstil na seznam stotih najboljših filmov 21. stoletja.

## Vloge
- Adrien Brody kot Władysław Szpilman
- Thomas Kretschmann kot stotnik Wilm Hosenfeld
- Frank Finlay kot Samuel Szpilman
- Maureen Lipman kot Edwarda Szpilman
- Emilia Fox kot Dorota
- Ed Stoppard kot Henryk Szpilman
- Julia Rayner kot Regina Szpilman
- Jessica Kate Meyer kot Halina Szpilman
- Ronan Vibert kot Andrzej Bogucki
- Ruth Platt kot Janina Bogucki
- Andrew Tiernan kot Szalas
- Michał Żebrowski kot Jurek
- Roy Smiles kot Itzhak Heller
- Richard Ridings kot g. Lipa
- Daniel Caltagirone kot Majorek
- Valentine Pelka kot Dorotin mož
- Zbigniew Zamachowski kot kupec